# تالار ادبیات (آمریکا)
تالار ادبیات، ساختمانی آجری متعلق به میانه قرن نوزدهم میلادی با کاربرد کتابخانه و موزه در ایالات متحده آمریکا است. این ساختمان در مرکز شهر رامنی ایالت ویرجینای غربی و در تقاطع جاده ۲۸ ویرجینیای غربی و جاده ۵۰ آمریکا در قطعه زمینی حدود یک هکتار (۰/۴۰ هکتار) و طی سال‌های ۱۸۶۹ تا ۱۸۷۰ توسط انجمن ادبیات رامنی ساخته شده‌است. این ساختمان نبش کاخ دادگستری شهرستان همپشایر قرار گرفته‌است.
زمین این ساختمان، بخشی از زمین اعطایی دولت انگلستان به چارلز دوم در دوران تبعید او در سال ۱۶۴۹ بوده‌است که پس از پایان تبعیدش به هفت تن از پشتیبان‌هایش به عنوان هدیه اهدا شد.
آخرین جلسه انجمن ادبیات رامنی در سال ۱۸۸۶ در این ساختمان برگزار شد.سپس طی سال‌های ۱۸۸۶ تا ۱۹۷۳، از ساختمان تالار ادبیات به عنوان محل جلسات لاج کلیتون ماسون‌های باستانی آزاد و مورد قبول و نیز از سال ۱۹۳۷ تا ۱۹۷۳ به طور همزمان به عنوان محل کتابخانه عمومی شهرستان همپشایر استفاده می‌شده‌است. . این ساختمان از سال ۱۹۷۹ به لیست اماکن تاریخی اداره ملی ثبت اماکن تاریخی آمریکا اضافه شد.
معماری تالار ادبیات، به عنوان ساختمان کتابخانه‌ای دوطبقه با ارتفاع زیاد با ساختار آجر قرمز، ترکیبی از دو سبک آمریکایی (با توجه به سبک بازگشت به یونان باستان) و ویکتوریایی که در آن زمان به عنوان سبک متداول ساختمان‌های با کاربرد آموزشی و فرهنگستانی شناخته می‌شد، بوده‌است.